# Приморський бульвар (фільм)

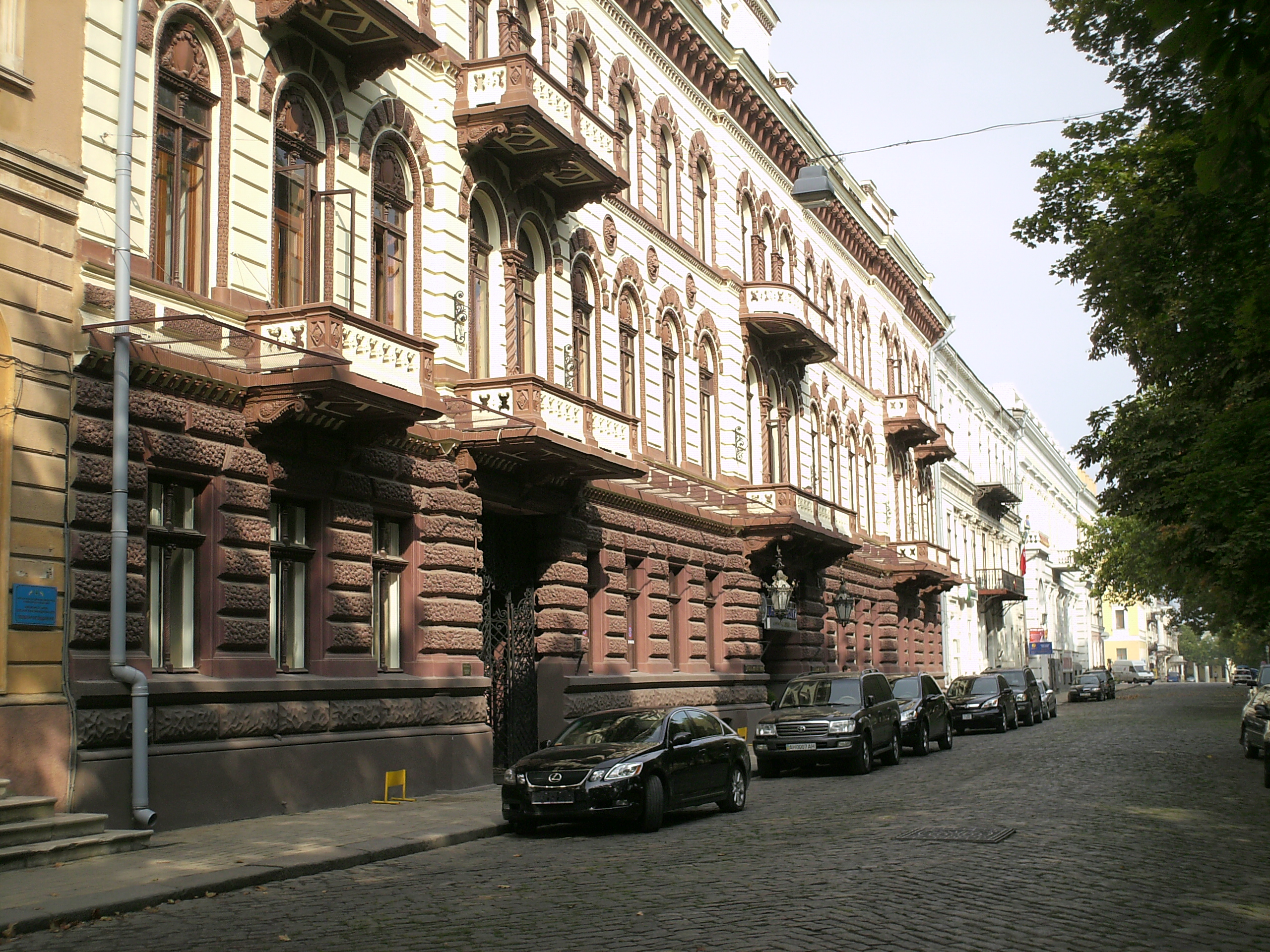
Приморський Бульвар, 2007 рік.

«Приморський бульвар» (рос. «Приморский бульвар») — український радянський телевізійний фільм 1988 року, музична лірична кінокомедія в двох серіях.
У фільмі виконується вісім пісень, що стали досить популярними, на музику В'ячеслава Добриніна і декілька музичних композицій. Вперше в радянському фільмі використана комп'ютерна мультиплікація.

## Зміст
Дія відбувається в Одесі, влітку 1988 року. Саша повертається додому з армії. Біля універмагу він зупиняється поряд з дитиною, яка плаче через іграшку. Саша помічає таку іграшку (мавпу) в руках дівчини (Олени), яка проходить повз нього і жартуючи просить віддати її для дитини. В Олени така ж сумка, як і в Саші, вона ставить її поруч із Сашиною. З магазину виходить мама дитини з іграшкою і все вирішується саме собою. Олена сідає в автобус, який їй потрібний. Саша відкриває сумку і помічає, що вона не його. Доганяючи автобус він стає винуватцем аварії.
Машина встигла повернути різко вправо і врізалась в дерево. В результаті водій попав в лікарню, а машина потребує капітального ремонту. Ілля Петрович, водій, виявився письменником-драматургом, який вже довгий час працює над розробкою сценарію деякої реклами.
Звичайно, Саша готовий оплатити йому ремонт машини, але Ілля Петрович пропонує йому «угоду» — він не бере від Саші грошей на ремонт машини, а той повинен доповідати Іллі Петровичу про розвиток його відносин з Оленою, які Ілля Петрович хоче взяти за основу сценарію.
Ось вони обоє і думають, в голові прокручуючи можливі варіанти, але жоден з них не є оригінальним. І додумались вони до того, що для сценарію потрібна Дівчина. Саме та, з якою Саша «помінявся сумками». Відшукати її Саші було не легко. В сценарії Іллі Петровича Саша і Лєна повинні були зобразити «молодят». Сфотографувалися вони разом, і по ходу справи Саша почав «плутати сцену і життя», а у неї ж весілля через тиждень! Раптом приходить наречений Лєни (Володя) від якого Саша ховається.
Саша приходить до лікарні навідати Іллю Петровича, і показує фотографію йому, на що той відповідає: «Так це ж моя донька! Але ж у неї є наречений». «Так це ж те, що потрібно по сюжету» — відповідає Саша, «класичний варіант, любовний трикутник». І раптом до палати входить Даша — молодша сестра Лєни, Даша і виводить Сашу. В результаті Саша вирішує закохатися в Дашу.
Гуляють вони разом, вулицями міста. А деколи і зустрічають один одного в найнесподіваніших місцях. Наприклад Саша, що працював маляром, після завершення фарбування фасаду другого поверху, не виходячи зі своєї будівельної люльки помітив Дашу. Потім він їй розповідав і переконував що його майбутнє навчання в Будівельному Інституті — перспективне. А Даша працює на пляжі, збираючи гроші за тапчанчики, і раптом на одному з тапчанів вона побачила Сашу.

Виходить, що за сценарієм, Саша кохає Лєну, а насправді ж він кохає Дашу. А майбутній чоловік Лєни дуже ревнивий, і ні про який сценарій не знає. Володя — людина приземлена і однозначна, і побачивши Сашу поруч з Леною на фотографії він залишає її не говорячи ні слова.
Так що ні сценарію, ні сімейних планів, нічого серйозного не виходить, тим не менше залишається досить весело. Саша за свій рахунок ремонтує машину Іллі Петровича, а потім знову попадає з ним в таку ж історію. Даша, зникаю із поля зору Саші, і не зрозуміло, чи зустрілися вони знову, чи тільки згадують те, що було. Лєна і Володя знову зустрічаються. Так що все стало на свої місця.

## В ролях
- Андрій Градов — Володя
- Ілля Олейніков — сусід Іллі Петровича в лікарні
- Ольга Кабо — Лєна
- Юрій Катін-Ярцев — фотограф дядя Міша
- Олександр Кузнєцов — Саша
- Анна Назар'єва — Даша
- Анатолій Равікович — Ілля Петрович Огоньков
- Валентина Тализіна — Жанна Львовна
- Володимир Піцек — Осип Іванович Паніковський
- Федулов Олег
- Євгенія Дембська — Дама у вікні, з фаршированою рибою
- Боровський Борис — Сусід на подвіррі на вул. Ін. Колегії, що міняв квартиру

## Саундтрек
У фільмі звучить вісім пісень, кожна з яких представлена як самостійний музичний кліп. Музика В'ячеслава Добриніна, музичне виконання — ансамбль «Весёлые ребята». Згодом, пісні стали популярними, і в кінці 1980-х займали найвищі сходинки хіт-парадів:
- «Тень» — Ольга Зарубіна
- «Пустыня (Мираж)» — «Весёлые ребята», вокал Олександр Добринін
- «Кто с нашим городом поспорит» — Михаил Файбушевич[1]
- «Треугольник» — «Весёлые ребята», вокал Олексій Глизін
- «Бабушки» — «Весёлые ребята», вокал Олександр Буйнов
- «Чашка чая» — «Весёлые ребята», вокал Олександр Буйнов
- «Капля в море» — Валентина Легкоступова
- «Почему мы не вместе» — Ольга Зарубіна і Євген Головін

## Цікаве
- У епізоді, де Лєна проводить екскурсію біля пам'ятника Дюку Рішельє, один з екскурсантів (сивий чоловік) ставить запитання українською мовою,хоча сам фільм російськомовний.
- У 2 серії (сцена розмови Лєни та Даші) на столі у Лєни лежить фотоальбом «Одеський музей західного та східного мистецтва» з написами на заголовку українською (найбільший шрифт), російською та англійською мовами київського видавництва «Мистецтво».